# Boeing YAL-1
Boeing YAL-1 (англ. Boeing YAL-1 (ABL, AirBorne Laser)) — экспериментальный боевой самолёт, способный с помощью мощного бортового лазера уничтожать различные объекты противника. Самолёт разработан на базе Boeing 747-400F.
Является элементом системы, предназначенной в первую очередь для перехвата баллистических и крылатых ракет с ядерной боевой частью.
Основное преимущество перед другими средствами — возможность уничтожения стартующих ракет на начальном участке траектории полёта.
Программа была закрыта в 2011 году в связи с сокращением военного бюджета; в 2014 году самолёт был утилизирован.

## История
Первоначально общая стоимость американской программы оценивалась в 2,5 млрд долларов. Работа велась на конкурсной основе, от двух индустриальных команд, — Boeing, TRW, Lockheed с одной стороны и Rockwell, Hughes, E-Systems с другой, — требовалось создать два прототипа и после испытаний построить ещё 5 самолётов для размещения на двух потенциальных театрах военных действий, где указанные системы могли бы в перспективе быть применены по своему предназначению. В 2006 году было израсходовано 3 млрд долларов, а полная стоимость работ по проекту оценивается в 7–13 млрд долларов. Программа ABL была сокращена до демонстрации технологии. В 2009 году группа разработчиков, а также научный руководитель программы в период 1987—1990 годов доктор О’Дин Джадд стали лауреатами инновационных премий.

### Испытания систем обнаружения и сопровождения
16 марта 2007 года на авиабазе ВВС США Эдвардс (Калифорния) были проведены испытания, в ходе которых штатный лазер подсветки цели системы TILL обнаружил, захватил и сопровождал имитатор работающего двигателя баллистической ракеты, установленный на борту самолёта-мишени NC-135.
6 и 13 июня 2009 года были успешно проведены два испытания системы сопровождения цели (в качестве цели использовались ракеты Terrier-Lynx, запускавшиеся с полигона ВМС США на острове вблизи побережья Калифорнии).
10 августа 2009 года состоялись успешные испытания по обнаружению и имитации поражения цели.
18 августа 2009 года проведены первые испытания мегаваттного лазера в полёте, излучение поглощалось калориметром, установленным на борту самолёта YAL-1.

### Уничтожение учебных целей
3 февраля 2010 года проведены успешные испытания лазера в полёте по поражению баллистической ракеты на твёрдом топливе.
11 февраля 2010 года продолжение испытаний. Американское Агентство противоракетной обороны (англ. Missile Defense Agency — MDA) провело испытания боевого лазера в полёте по поражению баллистических ракет. Как сообщается в пресс релизе агентства была осуществлена стрельба лазерной системы по двум целям, имитирующим баллистические ракеты на твёрдом и жидком топливе на разгонном участке траектории.
Испытания лазера воздушного базирования проводились на авиабазе ВМС США Пойнт-Мугу в Калифорнии. Баллистическая ракета с ЖРД стартовала с мобильной платформы в море. Поражение цели было осуществлено в несколько этапов. На первом этапе было осуществлено обнаружение цели с помощью бортовых сенсоров и сопровождение цели лучом лазера TILL. Затем был использован лазер BILL для оценки влияния атмосферы на точность попадания. После этого был произведен выстрел боевым лазером мегаватного класса на полную мощность, разогревший ракету до критической температуры и вызвал необратимое нарушение её конструкции. Сообщается о поражении цели (ракета находилась на активном участке траектории). С момента старта до поражения цели прошло около двух минут.
Менее чем через час после поражения первой ракеты была запущена твердотопливная ракета (идентичная сбитой во время испытаний 3 февраля) с острова Сан-Николас (штат Калифорния), что примерно в 100 км от Пойн-Мугу. Сообщается об успешном поражении и второй цели. 

### Закрытие программы
Программа была закрыта в 2011 году, в связи с сокращением военного бюджета, — Министерство обороны США признало разработку не применимой на практике и дорогостоящей.
Мощность лазера ко времени закрытия проекта была доведена до мегаватта.
В феврале 2012 года самолёт отправился на хранение на площадку 309-й группы по обслуживанию и ремонту авиакосмической техники (AMARG), известной более как «Кладбище» (The Boneyard).
В сентябре 2014 года самолёт был утилизирован.

## Состав
Основные компоненты системы:
- Платформа «YAL-1» — модифицированный Boeing 747-400F с установленным в носовой части химическим лазером.
- Лазер «TILL» (Track Illuminator Laser) — предназначен для обнаружения и сопровождения (подсветки) цели, а также корректировки параметров оптической системы лазера посредством адаптивная оптики, с помощью которого будет осуществляться поражение цели.
- Лазер «BILL» (Beacon Illuminator) — используется в составе бортовой системы адаптивной оптики для компенсации атмосферных искажений.
- Шестимодульный боевой лазер «HEL». На испытаниях использовался имитатор «SHEL» (англ. Surrogate High Energy Laser).